# Ariño (kommunhuvudort)
Ariño är en kommunhuvudort i Spanien.   Den ligger i provinsen Provincia de Teruel och regionen Aragonien, i den östra delen av landet, 270 km öster om huvudstaden Madrid. Ariño ligger 521 meter över havet och antalet invånare är 902.
Terrängen runt Ariño är huvudsakligen lite kuperad. Ariño ligger nere i en dal. Runt Ariño är det mycket glesbefolkat, med 5 invånare per kvadratkilometer. Närmaste större samhälle är Andorra, 13,5 km öster om Ariño. Omgivningarna runt Ariño är i huvudsak ett öppet busklandskap.